# Aeropuerto Internacional Capitán FAP Carlos Martínez de Pinillos
El Aeropuerto Capitán FAP Carlos Martínez de Pinillos (IATA: TRU, OACI: SPRU) sirve a la Provincia de Trujillo, capital del departamento de La Libertad, en el Perú. El aeropuerto se encuentra en calidad de concesión desde el año 2006 y es actualmente administrado y operado por la empresa privada Aeropuertos del Perú (ADP).
El aeropuerto cuenta con una pista de aterrizaje de 3,024 metros de longitud, luego de haber sido ampliada en 2005 y está en capacidad de recibir aeronaves hasta del tipo "Boeing-747-400".
Brinda vuelos nacionales actualmente con destino a Lima, además de un vuelo internacional a Santiago de Chile; siendo la principal puerta de entrada para los turistas que visitan la ciudad de Trujillo y las cercanas ruinas de Chan Chan, la ciudad de adobe más grande del mundo. Además se tiene planes de inicio para 2025, conectar con Guayaquil, cómo nuevo destino internacional.

## Aerolíneas y Destinos

### Aerolíneas
| Aerolíneas                 | Ciudades                                                      | Aeronave                       | Alianza |
| -------------------------- | ------------------------------------------------------------- | ------------------------------ | ------- |
| LATAM Perú 1 destino       | Nacionales: (1) Lima                                          | Airbus A319, A320, A320neo.    |         |
| Sky Airline Perú 1 destino | Nacionales: (1) Lima                                          | Airbus A320neo.                |         |
| JetSMART 1 destino         | Internacionales: (1) Santiago de Chile                        | Airbus A320, A320neo, A321neo. |         |
| JetSMART Perú 2 destinos   | JetSmart pausó sus operaciones en Trujillo en Julio del 2025. | Airbus A320neo.                |         |

### Destinos Nacionales
| Ciudades por regiones          | Destino                               | Aerolíneas       | Aeronaves                   |
| ------------------------------ | ------------------------------------- | ---------------- | --------------------------- |
| Lima (1 destino, 3 aerolíneas) |                                       |                  |                             |
| Lima                           | Aeropuerto Internacional Jorge Chávez | JetSMART Perú    | Airbus A320neo.             |
| Lima                           | Aeropuerto Internacional Jorge Chávez | LATAM Perú       | Airbus A319, A320, A320neo. |
| Lima                           | Aeropuerto Internacional Jorge Chávez | Sky Airline Perú | Airbus A320neo.             |

### Destinos Internacionales
| Ciudades                       | Destino                                        | Aerolíneas      | Aeronaves             | Frecuencia semanal |
| América del Sur                | América del Sur                                | América del Sur | América del Sur       | América del Sur    |
| ------------------------------ | ---------------------------------------------- | --------------- | --------------------- | ------------------ |
| Chile (1 destino, 1 aerolínea) |                                                |                 |                       |                    |
| Santiago de Chile              | Aeropuerto Internacional Arturo Merino Benítez | JetSMART        | Airbus A320, A321neo. | 3                  |

### Antiguas aerolíneas qué operaron en el aeropuerto
| Ciudades | Destino                               | Aerolíneas                                            |
| -------- | ------------------------------------- | ----------------------------------------------------- |
| Lima     | Aeropuerto Internacional Jorge Chávez | Aeroperú                                              |
| Lima     | Aeropuerto Internacional Jorge Chávez | Nuevo Continente (Anteriormente como Aero Continente) |
| Lima     | Aeropuerto Internacional Jorge Chávez | Faucett Perú                                          |
| Lima     | Aeropuerto Internacional Jorge Chávez | Americana de Aviación                                 |
| Lima     | Aeropuerto Internacional Jorge Chávez | Aero Cóndor                                           |
| Lima     | Aeropuerto Internacional Jorge Chávez | LC Perú                                               |
| Lima     | Aeropuerto Internacional Jorge Chávez | Aviandina                                             |
| Lima     | Aeropuerto Internacional Jorge Chávez | LANSA                                                 |
| Lima     | Aeropuerto Internacional Jorge Chávez | Peruvian Airlines                                     |
| Lima     | Aeropuerto Internacional Jorge Chávez | SATCO                                                 |
| Lima     | Aeropuerto Internacional Jorge Chávez | WayraPerú                                             |
| Lima     | Aeropuerto Internacional Jorge Chávez | LAN Perú (Actualmente como LATAM Perú)                |
| Lima     | Aeropuerto Internacional Jorge Chávez | Avianca Perú (Anteriormente como TACA Perú)           |

## Ubicación
El Aeropuerto se ubica en el Distrito de Huanchaco, a 10 km (7 millas) al norte del centro de la ciudad de Trujillo.

## Servicios
- Transporte: Autobuses, shuttles y taxis comunican al aeropuerto con toda el área urbana.
- Alquiler de Autos: Cuenta con servicios de alquiler de autos de las compañías más reconocidas.
- Comodidades para discapacitados: Para pasajeros que requieran atención especial, se recomienda coordinar previamente con su compañía aérea o de viajes.
- Estacionamiento: La playa de estacionamiento del aeropuerto de Trujillo se sitúa frente a la terminal, con una capacidad aproximada a los 150 vehículos.
- Servicios de cafetería, Grocery store, tiendas de artesanía, servicios bancarios, cajeros automáticos y librerías.[3]

También cuenta con mostradores de información y de reserva de hoteles, entre otros servicios.

## Estadísticas
Ver fuente y consulta Wikidata.